# Critoniopsis heydeana
Critoniopsis heydeana là một loài thực vật có hoa trong họ Cúc. Loài này được (J.M.Coult.) H.Rob. mô tả khoa học đầu tiên năm 1993.